# Bezzia atrifemorata
Bezzia atrifemorata' är en tvåvingeart som beskrevs av Jean Clastrier 1962.' 
Bezzia atrifemorata ingår i släktet Bezzia och familjen svidknott. Inga underarter finns listade i Catalogue of Life.